# 히가시야마정
히가시야마정(東山町)은 이와테현 히가시이와이군에 설치되었던 정이다. 현재의 이치노세키시 중 히가시야마정을 관통하는 각 오이자에 해당한다. 일본 백경으로 꼽히는 예비계를 거느리고 있어 광물자원이 풍부한 고장이었다. 2005년 9월 20일에 센마야정·다이토정·가와사키촌·무로네촌 및 니시이와이군 하나이즈미정과 함께 이치노세키시와 합병해, 새로운 이치노세키시의 일부가 되어 소멸하였다.

## 역사
- 1955년 2월 1일 - 다가와즈촌와 나가사카촌과 합병해, 히가시야마촌이 성립하였다.
- 1958년 11월 1일 - 마쓰카와 촌을 편입해 정으로 승격하여, 히가시야마정이 되었다.
- 2005년 9월 20일 - 센마야정·다이토정·가와사키촌·무로네촌 및 니시이와이군 하나이즈미정와 함께 이치노세키시와 합병해, 새로운 이치노세키시의 일부가 되었다.

## 교통

### 철도
- 동일본 여객철도
  - 오후나토 선

### 도로
- 국도 343호선